# 44 Pułk Piechoty Cesarstwa Austriackiego
44 Pułk Piechoty Cesarstwa Austriackiego – jeden z austriackich pułków piechoty okresu Cesarstwa Austriackiego. 
Okręg poboru: Niemcy, od 1813 Galicja.

## Mundur
- Typ: niemiecki
- Bryczesy: białe
- Wyłogi: czerwień maderska
- Guziki: białe

## Garnizony
- 1803 Vicenza
- 1806 Fiume
- 1807 Graz
- 1808 Tóváros/ Tata
- 1809 Olmütz/ Ołomuniec
- 1810 Stuhlweissenburg/ Székesfehérvár
- 1812 Pest/ część Budapesztu
- 1814 Jasło, Krosno
- 1815 Wiedeń